# Sceloporus lundelli
Espèce
Statut de conservation UICN

 LC  : Préoccupation mineure
Sceloporus lundelli est une espèce de sauriens de la famille des Phrynosomatidae.

## Répartition
Cette espèce se rencontre :
- au Guatemala dans le département du Petén ;
- dans le nord du Belize ;
- au Mexique dans les États du Yucatán, de Campeche et de Tabasco.

## Liste des sous-espèces
Selon The Reptile Database (25 février 2013) :
- Sceloporus lundelli gaigeae Smith, 1939
- Sceloporus lundelli lundelli Smith, 1939

## Étymologie
Cette espèce est nommée en l'honneur de Cyrus Longworth Lundell. La sous-espèce est nommée en l'honneur d'Helen Gaige.

## Publication originale
- Smith, 1939 : The Mexican and Central American lizards of the genus Sceloporus. Field Museum of Natural History, Zoological series, vol. 26, p. 1-397 (texte intégral).